# Guardie e ladri
Guardie e ladri è un film del 1951 diretto da Mario Monicelli e Steno.
Fu prodotto da Dino De Laurentiis e Carlo Ponti e interpretato da Totò e Aldo Fabrizi. Il film, che s'innestava nella corrente neorealista, è l'opera più importante nata dalla collaborazione artistica tra i registi Monicelli e Steno nonché uno dei migliori di Totò, la cui interpretazione, la prima in un ruolo drammatico, è stata apprezzata e riconosciuta come una delle sue prove attoriali più efficaci.
La sceneggiatura, ambientata a Roma durante il secondo dopoguerra, vede come protagonista Ferdinando Esposito, un ladruncolo sfuggito a una guardia e che questi deve ricatturare, pena la perdita del posto. Dopo inseguimenti vari, i due finiscono per divenire amici, scoprendo di avere molti problemi che li accomunano, nonostante la totale discordanza dei ruoli. Distribuito nelle sale italiane nel novembre del 1951 e presentato in concorso alla 5ª edizione del Festival di Cannes, valse a Piero Tellini il premio per la sceneggiatura e a Totò il Nastro d'argento. Inizialmente ebbe noie dalla censura, tuttavia fu particolarmente acclamato dalla critica dell'epoca che lo giudicò un classico dell'allora nascente filone della commedia all'italiana.
Il film può essere considerato simbolicamente quello che segna l'addio di Totò al varietà e alla rivista. In effetti nella scena finale, da sottofondo proveniente da un'osteria, vi è proprio la musica della rivista dell'epoca; la canzone suonata è La fioraia del Pincio, un motivo che Anna Magnani cantava nel 1940 in Quando meno te l'aspetti, compagnia Grandi Riviste Totò.
Guardie e ladri è stato in seguito inserito, come opera rappresentativa, nella lista dei 100 film italiani da salvare, nata con lo scopo di segnalare "100 pellicole che hanno cambiato la memoria collettiva del Paese tra il 1942 e il 1978".

## Trama

Il brigadiere Lorenzo Bottoni (Aldo Fabrizi)

Ferdinando Esposito è un piccolo truffatore che cerca di mantenere la famiglia con i suoi espedienti. Con il suo complice Amilcare finge di aver trovato una moneta antica nel Foro Romano ed imbroglia Mr. Locuzzo, un turista statunitense che, per sfortuna di Esposito, è il presidente di un comitato americano di beneficenza. Durante una distribuzione di alcuni pacchi-dono alla quale prende parte anche Esposito, Mr. Locuzzo lo riconosce e lo denuncia seduta stante.

Ferdinando Esposito (Totò) durante l'agnizione

Comincia così un lungo inseguimento da parte del Brigadiere Lorenzo Bottoni, che in un primo tempo riesce a catturarlo ma, imbrogliato poi da Esposito, se lo lascia scappare. Sospeso dal servizio per le proteste di Mr. Locuzzo, l'agente Bottoni rischia di perdere il posto se non riuscirà ad acciuffare il ladro entro tre mesi. Vestito di abiti borghesi e tenuto nascosto l'accaduto alla propria famiglia, si mette alla ricerca di Esposito, trova la sua casa e ne conosce i familiari e fa in modo che suo figlio faccia amicizia col figlio del ladro cercando di guadagnare la loro fiducia con favori e offerte di viveri. Di Esposito, tuttavia, nessuna traccia. A poco a poco le due famiglie fanno amicizia tanto da organizzare un pranzo durante il quale si incontreranno le due famiglie con certamente la presenza di Esposito, ancora ignaro del fatto che il padre della famiglia Bottoni sia il brigadiere che gli sta dando la caccia.
Al momento dell'incontro fra la "guardia" e il "ladro", che avviene fuori di casa e lontano dagli occhi delle famiglie già riunite per il pranzo, Esposito rimprovera il brigadiere per avere carpito la buona fede dei suoi familiari mentre Bottoni gli confida il suo dramma lavorativo. Una sorta di umana complicità nasce tra i due, uniti da una esistenza grama. Si capovolgono così i ruoli ed è lo stesso Esposito a decidere di farsi condurre in prigione, nonostante Bottoni ne sia ormai riluttante; in quel momento il brigadiere promette che provvederà anche alla famiglia di Esposito. Entrati in casa e tenuta nascosta la verità alle proprie famiglie, convinte che i padri di famiglia siano entrati in affari, i due lasciano il pranzo conviviale facendo credere che Esposito parta per un lungo viaggio di lavoro e che Bottoni lo accompagni alla stazione.

## Produzione

### Sceneggiatura
(Luigi Zampa alla rivista Cinema)

Una scena del film, in cui Libero (Carlo Delle Piane) legge il suo tema descrivente la figura del padre

Il soggetto iniziale di Guardie e ladri nacque da Piero Tellini, che fu ispirato da un'idea originaria avuta da Federico Fellini. In un primo momento lo sceneggiatore propose il film alla Magnani, che avrebbe dovuto interpretare la parte della ladra. Il compito di dirigere la pellicola andò al regista Luigi Zampa, il quale si impegnò subito nella sceneggiatura con Brancati e Flaiano, e all'inizio del 1949 annunciò l'uscita del film: dichiarò il 28 febbraio alla rivista Cinema che aveva intenzione di assegnare il ruolo del brigadiere a Peppino De Filippo e quello di sua moglie ad Anna Magnani. Peppino De Filippo era chiaramente considerato un interprete farsesco ma, per Guardie e ladri, il regista non voleva un personaggio con tali caratteristiche; ambiva invece a una nuova figura distaccata dal farsesco e intendeva pertanto sfruttare le capacità dell'attore per creare un personaggio vero e solo con sfumature satiriche e comiche.
Tuttavia per vari motivi la lavorazione non andò avanti: da una parte c'era l'impossibilità di Peppino di dedicarsi al film, poiché impegnato con il teatro; dall'altra c'era il timore del regista a procedere, condizionato dal fatto che era stato spesso criticato in passato e che alcune sue pellicole avevano suscitato numerose controversie e subito tagli dalla censura. In particolare L'onorevole Angelina (con protagonista la Magnani), dove il regista dovette eliminare alcune battute importanti e tagliare intere scene: appariva infatti Nando Bruno nei panni di un agente di pubblica sicurezza, e secondo il ragionamento della commissione di censura il pubblico avrebbe identificato in quell'agente, che veniva leggermente ironizzato, tutti gli agenti di polizia, e se avesse riso di lui avrebbe riso dell'intero corpo di polizia "danneggiandone il prestigio". Così, onde evitare problemi, anche con questo suo nuovo progetto ed essendo lui stesso consapevole dei rischi a cui il film sarebbe andato incontro, decise dopo qualche mese, di rinunciarvi: «... Da quel momento - affermò Zampa - è rimasta in me una vera fobia per tutti gli argomenti in cui entrassero agenti o guardie: tanto che dopo aver portato a termine il trattamento di Guardie e ladri, rinunciai... pensando ai limiti di varia natura che, durante la realizzazione del film, mi sarei dovuto imporre».
Il film passò dunque nelle mani di Mario Monicelli e Steno, i quali si erano già cimentati precedentemente, con Totò cerca casa (1949), nella sperimentazione di una sorta di "parodia del neorealismo". Il titolo del film è particolarmente simbolico: è un puro riferimento all'omonimo e antichissimo gioco da bambini. I due protagonisti si rincorrono per tutta la storia, "tutto il film è un inseguimento, una partita a scacchi - anzi, a nascondino - fra ladro e guardia".

### Cast
(Mario Monicelli)

Totò fotografato sul set

Guardie e ladri fu uno dei primi film ad essere prodotto dalla casa di produzione "Ponti-De Laurentiis", fondata dai due produttori dopo aver abbandonato la Lux; sembra che fu proprio Carlo Ponti ad avere l'idea di far lavorare insieme due attori di grosso calibro come Totò e Aldo Fabrizi, che in quel periodo godevano di grande popolarità, e che oltretutto erano notoriamente amici affezionati, tanto che Fabrizi era l'unico attore che Totò frequentava fuori dalle scene. Fabrizi dimostrò subito grande interesse per il progetto, mentre da parte di Totò restava qualche esitazione, perché il ruolo offertogli era decisamente diverso rispetto ai personaggi che aveva interpretato in precedenza ("personaggi sopra le righe", come li definì Monicelli), e lui stesso non conosceva i suoi limiti ed era insicuro delle sue capacità, c'erano quindi dei dubbi ad entrare in un film totalmente nuovo e apparentemente concepito solo per Fabrizi. Infatti quando Steno e Monicelli gli fecero leggere la sceneggiatura del film l'attore affermò: «È bellissima, ma io cosa c'entro, io non posso farlo, questo è un film per Fabrizi». L'attore romano aveva già dimostrato qualità nel raffigurare personaggi a sfondo drammatico, per Totò invece il film fu una vera e propria scommessa, anche perché era la prima volta che si misurava con un interprete di pari fama e abilità, c'era comunque da parte sua la voglia di sperimentare qualcosa di nuovo, e fu anche spronato dai due registi, convinti che avrebbe potuto "fare qualcosa di formidabile". Per evitare eventuali difficoltà sul set derivate dall'antagonismo Totò/Fabrizi ai due furono date delle garanzie, in primis il fatto di non concedere né all'uno né all'altro la priorità nei titoli di testa della pellicola, mettendo nei titoli i loro nomi incrociati, scritti due volte ciascuno, in modo che il nome di Fabrizi apparisse in alto e in basso e quello di Totò contemporaneamente a sinistra e a destra.
Il ruolo della moglie della guardia, inizialmente pensato per la Magnani, venne affidato ad Ave Ninchi, che aveva già lavorato in precedenza sia con Fabrizi che con Totò, inoltre serviva un'attrice in grado di reggere la recitazione dei due protagonisti. Il ruolo era complementare e sembrò poco adatto alla Magnani, che avrebbe sicuramente preso troppo spazio tenendo testa ai due attori. Per interpretare invece la moglie del ladro fu scelta Pina Piovani, altra attrice proveniente dal teatro di rivista, la quale aveva già recitato una piccola parte in un precedente film di Steno e Monicelli (Vita da cani), l'attrice si dimostrò subito all'altezza: possedeva scioltezza ed elasticità, aveva la capacità di adattarsi, di rispondere alla battuta improvvisata. Non ebbe problemi ad armonizzarsi con gli altri attori. Monicelli la ricordò come un'attrice abituata all'artigianato, a fare la parte come va fatta senza "psicologizzare".
Tra gli interpreti secondari figuravano Carlo Delle Piane, Ernesto Almirante, Gino Leurini, Rossana Podestà, Mario Castellani e Aldo Giuffré (quest'ultimo fino ad allora sottovalutato dalla critica, ma inaspettatamente apprezzato per questo ruolo). Oltre a Pietro Carloni, che impersonò il commissario, furono scritturati vari caratteristi per riempire ruoli di contorno, tra cui Luciano Bonanni (fu il suo esordio cinematografico), Giulio Calì e, in un ruolo più rilevante, l'attore statunitense William Tubbs (erroneamente accreditato come William Thubbs), che interpretò il turista americano truffato.

### Riprese
(Totò)

Mario Monicelli. Nel periodo di lavorazione alternava la regia con Steno, giravano un giorno l'uno e un giorno l'altro, mai insieme sul set

Le riprese del film iniziarono il 3 febbraio del 1951. Non ci furono complicazioni particolari, a parte qualche difficoltà con la sequenza dell'inseguimento, perché non era cosa facile convocare Totò sul set il mattino, l'attore era abituato agli orari teatrali e non era mai attivo prima di mezzogiorno, d'altronde soffriva di pressione bassa ed era più notturno che mattiniero, era poi un assertore della teoria che "al mattino non si può far ridere"; girava nel cosiddetto orario francese, dalle 13 alle 21. A ciò andava ad aggiungersi la fatica dei quattro attori, Totò, Fabrizi, Castellani e Tubbs durante la corsa, che per alcune sequenze poteva risultare molto stancante - soprattutto per Fabrizi; motivo per cui vennero sostituiti da controfigure per un paio di scene (come la traversata nel fango). La parte della corsa costò quindi tempo e fatica, ai registi e agli attori, difatti Steno dichiarò che impiegarono addirittura quindici giorni.
Un piccolo episodio "tragicomico" accadde mentre si giravano alcune sequenze dell'inseguimento all'Acqua Acetosa; capitò che si trovò di passaggio una vettura con a bordo due carabinieri, che al grido di Fabrizi «Al ladro! Fermatelo!» saltarono giù ed estrassero le pistole. Si misero a rincorrere Totò che si spaventò e disse: «Fermi, fermi!». L'attore si fermò aspettando l'arrivo dei militi che appena si resero conto della finzione scenica si scusarono con la troupe, e approfittarono dell'occasione per farsi rilasciare un autografo dai due attori. Sempre all'Acqua Acetosa, Totò notò una bambina con problemi di deambulazione per via di una malformazione delle gambe. Disse al suo amministratore di informarsi se i suoi genitori stessero provvedendo alle cure, ma erano povera gente. Così la fece operare a sue spese e l'intervento andò bene.
Raccontò Monicelli: «Totò era un vero uomo di teatro, abituato a orari diversi, spazi ristretti. Si sentiva a disagio all'aperto dove si girava. Si stancava e infastidiva per le lunghe pause, sotto il sole o la pioggia, nelle attese che il cinema comporta. In realtà amava il teatro e riteneva che quello fosse il luogo in cui vale la pena esprimersi. Del cinema non gliene importava molto. Aveva un modo distaccato di comportarsi: era come su un palcoscenico d'avanspettacolo, quando le luci si spegnevano tutto finiva lì. Ma, insieme con Aldo Fabrizi, mi diede la prima grande lezione di uomo di spettacolo. Erano due mostri sacri. Fabrizi aveva fatto il regista, aveva lavorato con la Magnani, era un uomo scontroso e irritabile. Sembrava un'impresa impossibile farli lavorare insieme. Tutti erano preoccupati...»
Sebbene come sottolineato da Monicelli, il carattere di Fabrizi non fosse facile, e sebbene ci fossero dubbi e angosce (soprattutto da parte di Ponti) sul risultato che questi due attori messi insieme avrebbero potuto dare, tra i due comici non ci furono problemi. A testimonianza del regista toscano il loro "fu un rapporto stupendo. Si trattavano con grande civiltà, con molto rispetto reciproco", si rivelarono molto cooperativi e fra loro c'era una sorta di gara a dimostrare la massima gentilezza e disponibilità sul set, anche verso i registi - con i quali Totò era già particolarmente affiatato; oltre a ciò i due comici non persero occasione per divertirsi durante le riprese, raccontava Steno che per più volte dovettero interrompere alcune scene, perché i due attori scoppiavano improvvisamente a ridere - spesso anche prima del ciak, a volte Monicelli si infastidiva, mentre Steno la prendeva più alla leggera: «Erano duetti di due leoni. Ogni tanto, quando uno si sentiva sopraffatto dall'altro, cavava fuori le sue astuzie di grande attore. Così Totò fregava Fabrizi con una battuta imprevista e Fabrizi fregava Totò mettendosi a ridere e interrompendogli la scena». La scena che sembrava infinita era quella dell'osteria, stando a quanto detto dal nipote di Fabrizi in un'intervista e a fonti ormai accertate, i due non riuscivano a portare a termine la sequenza: in più di un'occasione Fabrizi innaffiò il viso di Totò con il caffè che aveva appena assunto, perché improvvisamente scoppiato a ridere.
Sul set Totò approvava sempre le decisioni registiche, non discuteva mai. Solo in principio, durante le riprese, dava dei consigli di natura "surreale, astratta" ai due registi, anche se non veniva molto ascoltato. Ad ogni modo, come di consuetudine, l'attore improvvisava alcune sue scene/battute, e condizionato anche dalla presenza di Fabrizi uscivano fuori gag del tutto impreviste, come raccontato da Carlo Delle Piane, all'epoca quindicenne: «Erano attori eccezionali, con loro non c'era la sicurezza del copione tutto previsto, bisognava stargli dietro, perché le gag non venivano mai uguali, da una ripresa all'altra. Questo, per la mia età, mi divertiva e mi preoccupava. Si provava quello che era scritto, si girava ed era diverso, si ripeteva ed era ancora diverso. Finiva che non capivo niente. Ero dentro, e dovevo istintivamente comportarmi a seconda del momento, non era mai una cosa meccanica». Per il giovane attore c'erano quindi delle piccole difficoltà, ciononostante Totò era molto disponibile verso di lui: cercava di aiutarlo, di dargli tranquillità; mentre da parte di Aldo Fabrizi c'era, almeno inizialmente, una certa freddezza.
L'idea di accoppiare Fabrizi e Totò andò quindi a buon fine, e già nel corso delle riprese della pellicola si pensò subito di bissare, si parlò di un Bertoldo, Bertoldino e Cacasenno, che prevedeva nel cast anche Renato Rascel. L'idea poi sfumò e il film fu girato da Mario Amendola e Ruggero Maccari con altri interpreti. Si pensò anche a un eventuale Cani e gatti per la regia di Steno, che poi diventò una commedia con Titina De Filippo.

Il brigadiere durante il suo primo appostamento nei pressi dell'abitazione di Ferdinando Esposito

Le riprese del film vennero interamente effettuate a Roma. La parte iniziale, della truffa al turista, fu chiaramente girata al Foro Romano. Il luogo dell'origine dell'inseguimento, al Teatro Quirino, è all'incrocio tra via delle Vergini e via dell'Umiltà. Il primo stop, durante l'inseguimento in strada, venne girato invece all'incrocio tra via del Tritone, via del Traforo e via Crispi. Quando Totò scende dal taxi è in via dei Campi Sportivi. La sequenza successiva fu invece girata da tutt'altra parte, ovvero lungo quella che oggi è la circonvallazione Salaria, dove venne girata gran parte dell'inseguimento.
La casa di Esposito, apparentemente posta in un terreno semi-abbandonato tra fango e terra, si trova vicino alla cupola di San Pietro (palesemente visibile nel film), infatti l'abitazione non è in via Roseto (come ci dice la pellicola), ma in via Gregorio VII, all'angolo con via dell'Argilla. Oggi la casa è ancora intatta, invece il salone del barbiere e le casupole a sinistra dell'uscita non esistono più. La scena in cui Ferdinando intercetta il brigadiere Bottoni sulla porta d'ingresso (nella parte finale del film), non fu girata nell'abitazione in via Gregorio VII, ma in altra zona, precisamente davanti alla Farnesina. La sequenza in cui il brigadiere pedina il cognato di Ferdinando fu girata nella strada borgo Sant'Angelo e successivamente in via del Portico d'Ottavia. La scena dell'incontro tra i due giovani (Liliana Bottoni e Alfredo) venne girata in piazza delle Cinque Scole.

### Fotografia

Il direttore della fotografia, Mario Bava

La fotografia del film fu curata da Mario Bava, che divenne in seguito un noto regista di film horror e thriller. Aveva già lavorato un anno prima con Monicelli e Steno, curando la fotografia di Vita da cani (1950), altro film dai tratti comici-drammatici, in cui appariva come protagonista Aldo Fabrizi.
Bava era un operatore molto veloce, professionale, disponibile e affabile, anche fuori dal set, i due registi si trovarono molto bene con lui. Rimase in buoni rapporti soprattutto con Monicelli, e fu uno dei pochi collaboratori con cui il regista si intese veramente bene, che lo descrisse come "un uomo simpaticissimo e molto spiritoso... un operatore velocissimo, che non creava mai problemi... sempre molto distaccato e cosciente del tipo di film che faceva come regista". Durante le riprese del film era molto importante essere rapidi, soprattutto per le sequenze dell'inseguimento. Fabrizi e Totò, pur essendo molto ben disposti, avevano le loro seccature: il primo era insofferente mentre l'altro aveva guai con la vista e altri problemi di salute. Quindi la regia aveva bisogno di un direttore della luce molto svelto, quasi sbrigativo, che approfittasse di ogni momento della disponibilità dei due attori. Su questo piano Bava fece un ottimo lavoro, si dimostrò molto capace e collaborativo, e fu molto utile e d'aiuto ai due registi.
L'atmosfera del film muta notevolmente durante la storia, dovuta naturalmente all'ambientazione. Si nota soprattutto nella parte finale, quando il ladro/Totò scopre la vera identità del brigadiere/Fabrizi; Bava diede alla scena un'atmosfera particolarmente drammatica, che si denota dallo spazio cupo e dal cambiamento della luce, con le ombre proiettate sulle pareti.
La pellicola, che arrivò a 2.900 metri di lunghezza, venne girata con un aspect ratio di 1,37:1 in formato 35 millimetri, con il processo cinematografico Spherical.

### Altri tecnici
- Direttore di produzione: Bruno Todini
- Ispettore di produzione: Nicolò Pomilia
- Assistente alla produzione: Tony Brandt
- Aiuto regista: Mario Mariani
- Assistente alla regia: Rudy Bauer
- Operatore alla macchina: Corrado Bartoloni
- Tecnico del suono: Gino Fiorelli
- Fonico: Aldo Calpini
- Segretaria di edizione: Ines Brusci

## Colonna sonora

Alessandro Cicognini, il compositore della colonna sonora del film

La colonna sonora venne composta da Alessandro Cicognini, Cicognini aveva già acquisito notorietà all'epoca per aver composto le colonne sonore di importanti film: tra cui quelle di 4 passi fra le nuvole (1942) e Prima comunione (1950), entrambi diretti da Alessandro Blasetti. Si era poi già misurato in opere neorealiste, firmando le musiche dei capolavori di Vittorio De Sica, quali Sciuscià (1946), Ladri di biciclette (1948) e Miracolo a Milano girato lo stesso anno di Guardie e ladri tanto da condividerne un brano.

## Promozione
La distribuzione affidò al pittore, caricaturista e scenografo Michele Majorana la realizzazione delle locandine e dei manifesti in vari formati.
Nelle locandine inoltre furono inseriti vari slogan pubblicitari, tra i più noti:
- «La più celebre coppia dello schermo nel più divertente film della stagione»[21][62]
- «Il film che ha dato a Totò il Nastro d'argento e la Palma d'oro al Festival di Cannes»[21][62][63]
- (Slogan della locandina spagnola) «Por mucho que se las dé Vd de triste y preocupado no podrá contener las carcajadas con esta película»[21][64]

## Distribuzione

### Data di uscita
(Stampa Sera, 16 giugno 1951)
Il film uscì nelle sale cinematografiche italiane il 21 dicembre del '51. Fu uno dei pochi lungometraggi italiani ad essere esportato all'estero.
Le date di uscita internazionali sono state:
- 10 ottobre 1952 in Francia (Gendarmes et voleurs) 23 ottobre 1981 (riedizione)
- 21 novembre in Portogallo (Polícia e Ladrão)
- 11 maggio 1953 in Danimarca (Betjenten og tyven)
- 1953 in Regno Unito (Cops and Robbers)
- 24 settembre 1954 in Finlandia (Ikuisen kaupungin varas)
- 1957 in Germania Ovest (Räuber und Gendarm)

Venne poi presentato anche in, Belgio (Gendarmes et voleurs), Spagna (Guardias y ladrones), Argentina (Policías y ladrones), Ungheria (Rendőrök és tolvajok), Polonia (Zlodzieje i policjanci), Egitto, in Uruguay, in Turchia, in Russia e in Cina.

### Divieti
- Argentina: 16
- Finlandia: K-16
- Germania Ovest: 12

#### Censura

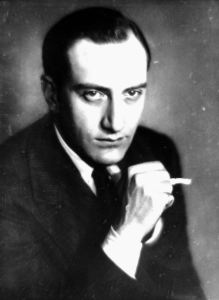
Annibale Scicluna Sorge, fascista maltese che presiedeva la commissione di revisione cinematografica italiana

Il film venne iscritto al Pubblico registro cinematografico della S.I.A.E. con il numero 970. I timori iniziali avuti da Zampa, riguardanti gli eventuali tagli censori, erano in realtà fondati. Difatti, una volta terminate le riprese, la pellicola ebbe alcuni problemi con la censura e l'uscita nelle sale fu rimandata verso la fine dell'anno. I due registi ebbero uno scontro con Annibale Scicluna Sorge, che presiedeva la commissione, il quale li aveva mirati già dai tempi di Totò cerca casa, e dava consigli ai produttori sulle scene da girare o da non girare, pur non avendo la benché minima competenza in nessuna delle materie inerenti alla cinematografia. Scicluna Sorge avversò fortemente l'opera, ebbe una reazione assolutamente sfavorevole nei confronti di Guardie e ladri, tanto che urlò: «Ma come! Una guardia, un rappresentante dello stato, messo sullo stesso piano di un ladruncolo!».
Non tollerava, e non era altrettanto tollerabile dal resto della commissione - la quale aveva il compito di salvaguardare il rispetto della morale e del buon costume - che un agente di pubblica sicurezza stringesse legami con un delinquente o con la famiglia dello stesso, che un ladro si facesse mettere in prigione per aiutare una guardia e, soprattutto, il fatto di mostrare un membro della polizia in un atteggiamento non ortodosso; così si scatenò una gran polemica. Nel film si mettevano quasi sullo stesso piano sia la guardia che il ladro, e il fatto di far equivalere questi due ruoli completamente opposti sembrava in qualche modo rivoluzionario. Ci furono quindi una sequela di sedute al Ministero dello spettacolo per convincere Scicluna Sorge che l'intento del film non era affatto quello di minare la società italiana. Ma questa fraternizzazione fra guardia e ladro corrispondeva a una bomba posta sotto le istituzioni, che non si potevano neanche lontanamente toccare. I due registi furono così costretti a modificare e tagliare alcune scene e battute che sembravano particolarmente "sovversive" ma, come dichiarò anche Monicelli, nel film "non c'era niente di censurabile, se non l'idea in sé". Dopo aver comunque accontentato la commissione apportando alcune modifiche, i registi riuscirono ad avere finalmente via libera.
Il film, presentato alla Commissione di Revisione Cinematografica presieduta da Giulio Andreotti il 19 luglio 1951, venne infatti respinto il 2 agosto dello stesso anno; ottenne poi il visto di censura n. 10.313 del 23 ottobre 1951.
Nel 2017 Alberto Anile ha identificato in una delle copie conservate a Roma dalla Cineteca Nazionale una versione del film antecensura, in cui riaffiora una battuta di Totò e soprattutto il sonoro originale di una parte del discorso che il brigadiere Bottoni fa al ladro ritrovato nell'androne di casa.

### Edizioni home video

#### Filmauro
Nel 2002 la Filmauro distribuì la VHS di Guardie e ladri, e in seguito, nel 2005, il DVD singolo restaurato. Nel DVD il formato video è 1,33:1 anamorfico, l'audio è Dolby Digital 5.1 (in italiano) con sottotitoli in italiano per non udenti. Il disco, con menu animati, è stato strutturato in 16 capitoli, e contiene alcuni contenuti speciali: Trailer originale del film, filmografia di Totò-Fabrizi (inclusi film antologici) e le interviste al critico cinematografico Fabio Ferzetti, al nipote di Aldo Fabrizi e al produttore Dino De Laurentiis. 
Nel 2006 il film è stato poi nuovamente distribuito in DVD, nel cofanetto denominato "Totò - Il principe della risata", contenente anche Totò a colori e Capriccio all'italiana.

#### Fabbri Editori - Corriere della Sera
La Fabbri Editori produsse e distribuì in VHS la serie "Il Grande Cinema di Totò", che includeva anche Guardie e ladri, che successivamente non venne inserito nell'edizione della collana in DVD. Il Corriere della Sera realizzò nel 2002 la collana "Il meglio di Totò", in cui per quindici uscite un film di Totò veniva abbinato al quotidiano; la VHS di Guardie e ladri venne distribuita nella seconda uscita. Nel 2008 il quotidiano, in collaborazione con Fabbri Editori, realizzò la raccolta in DVD "Il Grande Cinema di Totò - Collezione Oro", nella quale vennero distribuite alcune delle pellicole migliori del principe della risata: ogni disco della collana venne corredato da un libretto di 16 pagine a cura di Paolo Mereghetti e Goffredo Fofi, con contributi inediti, un apparato fotografico, scritti dell'epoca e una scheda sul film. Il disco di Guardie e ladri, contenente anche una testimonianza inedita di Monicelli nell'apposito libretto, uscì in testa a tutti, il 27 settembre.

## Accoglienza

### Incassi
L'incasso accertato della pellicola all'epoca fu di ₤ 653.790.000, diventò così uno dei film di Totò di maggiore incasso in assoluto. E, tra tutti i suoi film interpretati da protagonista, Guardie e ladri si posiziona al quarto posto, preceduto da Totò a colori (775 000 000 ₤), Siamo uomini o caporali? (730 134 000 ₤) e Totò, Peppino e la... malafemmina (678 538 000 ₤). Gli spettatori nel periodo di proiezione furono 5.820.262, altro record superato solo da Totò a colori (con 6.387.539 spettatori).

### Critica
(l'Unità, 27 dicembre 1951)
(Segnalazioni cinematografiche)

(Fotografia fuori scena) La parte finale del film, quando i protagonisti si avviano verso la questura

Alla sua distribuzione in Italia, il film ottenne subito un enorme successo di pubblico e un inaspettato gradimento dalla critica cinematografica; Guardie e ladri rappresentò una vera e propria svolta nella carriera di Totò, tanto che per la prima volta un suo film ricevette solo ed esclusivamente giudizi positivi ed elogi, e fu unanimemente considerato come un archetipo della commedia all'italiana. Inoltre acquisì una risonanza internazionale: nell'aprile del 1952 venne presentato in concorso a Cannes, subentrando all'ultimo momento al posto de Lo sceicco bianco di Fellini, e aggiudicandosi il premio per la migliore sceneggiatura, che poi nessuno andò a ritirare. Nello stesso anno il film partecipò anche al Festival Internazionale del Cinema di Punta del Este, in Uruguay.
Il passaggio di Totò a un nuovo personaggio, che mostra un volto non più solo comico ma alternato al drammatico, fu particolarmente apprezzato, e il 27 novembre del '52 l'attore venne premiato con il suo primo Nastro d'argento (il secondo ed ultimo gli fu poi conferito nel 1967 per il film Uccellacci e uccellini, di Pasolini), assegnatogli dal Sindacato Nazionale Giornalisti Cinematografici. L'interpretazione di Totò colpì anche Roberto Rossellini, che decise di cogliere il momento e di volerlo come protagonista nel film Dov'è la libertà...?. Lo stesso Totò ebbe parole di elogio per il film, a propria detta il suo più riuscito e uno dei pochi del quale fosse pienamente soddisfatto.
L'unico che forse sembrò non molto convinto della "trasformazione" dell'attore fu proprio Monicelli: Il regista dichiarò apertamente di aver favorito il passaggio di Totò al neorealismo, "limitando le sue caratteristiche di comicità surreale che lo avevano caratterizzato in precedenza", ma di non aver afferrato il vero spirito dell'attore. Era certo consapevole di essere stato, insieme a Steno, l'artefice principale del repentino cambiamento di Totò, di aver tirato fuori da un grande comico un grande attore. Tuttavia rimase dell'idea che forse sarebbe stato meglio lasciar fare il film come voleva Totò, visto che il comico dava alcuni suggerimenti a carattere un po' surreale durante le riprese, quindi il regista pensò che lui e Steno lo avessero in qualche modo contrastato ed "umanizzato".

#### Critiche dell'epoca
Ne La Settimana Incom Illustrata, Lamberto Sechi valutò positivamente il film, elogiando in particolar modo l'interpretazione di Totò, che "ha dato estrema dignità a un personaggio che poteva invece riuscire tutt'al più degno di commiserazione"... Rammentò il vecchio Totò, il "prodigioso pupazzo meccanico, l'eccezionale mimo", che "per anni ha dovuto sottostare alle leggi del mercato, rispondere alla domanda con prestazioni quantitativamente adeguate, essere sempre e invariabilmente se stesso, quello del primo applauso, ritagliare ogni personaggio sullo stesso modello; cambiarsi, frenarsi...", e che però ora in Guardie e ladri cambia radicalmente, e "con una recitazione semplice e al tempo stesso piena di fantasia l'attore regge da maestro un personaggio tipico delle cronache italiane, dei banconi di pretura, con gli abiti lisi e la barba di tre giorni". Infine apprezzò la riuscita recitazione di Fabrizi, conforme a quella di Totò, con la sola differenza fondamentale che "Totò è un attore, mentre Fabrizi è un attore romano".
Nel quotidiano Milano Sera, Oreste Del Buono apprezzò la pellicola, affermando che le sue trovate e la recitazione dei suoi interpreti la rendono divertente, anche se in verità non è un film comico, ma "un film senza etichetta, senza limiti di sorta".
Lo scrittore Corrado Alvaro, nel settimanale Il Mondo, oltre a gradire la recitazione dei due protagonisti, "in vena come in pochi altri lavori", illustrò un altro lato dell'opera - che il pubblico "carpisce e ride amaro", quello della scenografia e quindi della "difficile atmosfera" della capitale italiana nel dopoguerra, in cui "la società è vista come un profondo regno animale dove gli eventi si svolgono con la cecità del caso", della quale il film offre un buon esempio: "i quartieri romani delle borgate, con le misere casupole fradicie di pioggia, le strade senza selciato che si trasformano in pozzanghere, e in alto la sommità dei monumenti lontani e dominanti, le cupole delle basiliche, un paesaggio che non ha nulla da spartire con l'umanità che vi si agita e vive e cerca ragioni di vita, un paesaggio di città astratta che ha finito di vivere nel tempo..." Scrisse che la prima e determinante impressione di questa "durezza di vita" è la scena iniziale nel Foro Romano, che appare "un gruppo di rovine e di colonne ridotte in pietrame, sotto un cielo grigio", dove "non v'è retorica, non v'è grandezza né memoria né storia... C'è un rifiuto dell'estetismo, una noncuranza verso i pretesti del bel quadro e della bella illuminazione..."
La pellicola ricevette anche dei buoni giudizi da parte della critica francese, in particolare Georges Sadoul sottolineò il salto di qualità di Totò ad un genere cinematografico maggiore, André Bazin evidenziò la buona sceneggiatura e l'ottimo lavoro svolto dai due registi, che "hanno saputo dirigere con una discrezione senza cedimenti due attori comici molto talentuosi ma anche molto impegnativi da gestire".

#### Critiche successive

Foto fuori scena del momento della cattura, dopo il lungo e spossante inseguimento

Guardie e ladri continuò a ricevere critiche e recensioni positive anche anni dopo la sua uscita, e viene considerato tuttora un classico della commedia, "per il gusto del tratteggio sociale e di costume."
Molti pareri critici sono stati riportati anche nei libri: Masolino D'Amico nel suo libro dedicato alla commedia all'italiana ha descritto Guardie e ladri come una "pietra miliare dell'evoluzione del neorealismo in satira sociale sotto il riparo della comicità".
Enrico Giacovelli nel libro Poi dice che uno si butta a sinistra! ha etichettato il film come "l'unico vero esempio di commedia neorealista riuscita... il film dell'equilibrio massimo, quasi chapliniano, fra comico e tragico". Nel libro La commedia all'italiana, la storia, i luoghi, gli autori, gli attori, i film ha puntualizzato anche che i duetti di Fabrizi e Totò "restano fra i migliori del cinema italiano". Commento poi riformulato anche da Roberto Poppi in I registi: dal 1930 ai giorni nostri, ove ha quotato il film un capolavoro, scrivendo che il duettare di Fabrizi con Totò "è uno degli insuperati esempi di creazione estemporanea di arte recitativa".
Ennio Bispuri nei suoi libri Vita di Totò e Totò: principe clown ha reputato il film un capolavoro assoluto, considerandolo come il migliore tra tutti quelli interpretati da Totò.
Mario Luzi in Sperdute nel buio: 77 critiche cinematografiche ha scritto invece: «Totò imbroglione e Fabrizi brigadiere dei carabinieri sulla sua traccia. Peripezie e trovate del genere che chiunque conosca i due comici - e chi non li conosce ormai? Se ne fa un abuso vero e proprio - può agevolmente immaginare. Questo film non sposta di un ette il discorso allarmato che ormai tutti i critici un po' responsabili hanno cominciato a fare a proposito della sconfortante povertà della farsa cinematografica italiana».
(Walter Veltroni)
Anche Walter Veltroni ha commentato la pellicola, dichiarandola veramente coraggiosa per quel tempo, ed esponendo la sua importanza nella carriera di Totò, che difatti fu uno dei pochi film per i quali il comico fu celebrato da vivo. Ha poi descritto il talento dell'attore, che era "bravo" a prescindere, indipendentemente dal film interpretato, che fosse di Mattòli o di Pasolini.
Morando Morandini ha ribadito l'interpretazione di Totò, "di buona annata, con numerosi risvolti satirici graffianti", ha considerato ottima la recitazione di Fabrizi e ha puntualizzato il gran merito del successo della pellicola grazie agli "arguti dialoghi" degli sceneggiatori. Ha assegnato al film quattro stelle su cinque.
Sul sito Rotten Tomatoes il film detiene il 95% di giudizi positivi da parte del pubblico, con una valutazione media di 3.9 / 5.

## Riconoscimenti
- 1952 – Nastro d'argento
  - Migliore attore protagonista a Totò[7]
- 1952 – Festival di Cannes
  - Prix du scénario a Piero Tellini[8]
  - Candidatura alla Palma d'oro a Mario Monicelli e Steno
- 1951 - Jussi Awards
  - Miglior attore straniero a Aldo Fabrizi (anche per Vivere in pace del 1947)[110]

## Citazioni e riferimenti

### Citazioni di altre opere

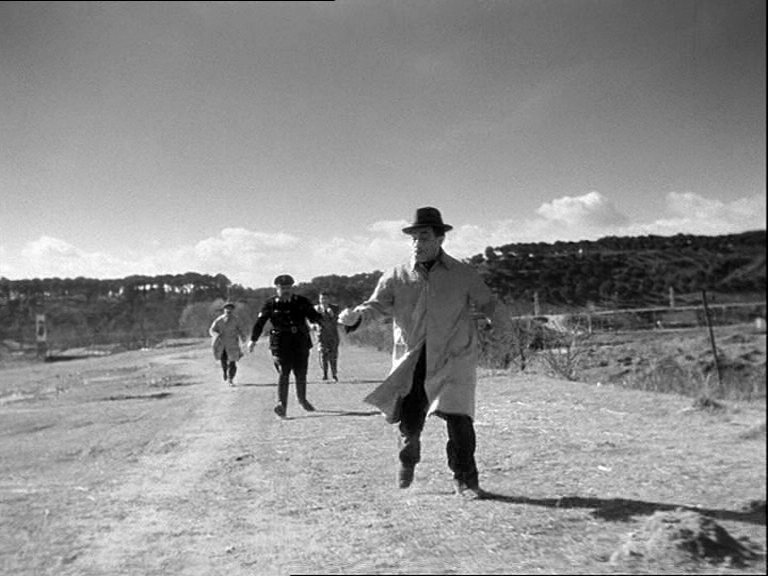
Una scena dell'inseguimento

La sequenza finale

- La scenetta in cui Totò "pesca" dalla salumeria era già stata usata nel suo primo film Fermo con le mani! (1937), dove pesca dal bancone del pescivendolo. Scena ripresa successivamente anche in Totò a Parigi (1958).[111]
- La scena della locanda ricorda quella di Totò e Carolina (1955), di Mario Monicelli. Con la sola differenza che Totò interpreta la guardia anziché il ladro.[55]
- I tartassati (il secondo film girato in coppia dai due attori, del 1959) di Steno, può essere considerato in senso figurato un seguito di Guardie e ladri "in versione medio-borghese",[112][113] difatti i due attori si ritrovano negli stessi ruoli di "ladro" e "guardia". Inoltre le scene finali di entrambi i film sono molto simili fra loro, con i due protagonisti che danno le spalle alla macchina da presa e si allontanano mentre cresce la musica.
- La sequenza in cui Fabrizi, al termine dell'inseguimento, consiglia a Totò una cura per il fegato, è stata in seguito esplicitamente citata nel film L'armata Brancaleone (di Monicelli), nella scena in cui Teofilatto (Gian Maria Volonté) dialoga con Brancaleone (Vittorio Gassman) alla fine del duello.[55]
- La scena dell'inseguimento di Totò e della sua fuga nel bar è stata citata in una parte del film A spasso nel tempo - L'avventura continua (1997) con Christian De Sica che, imitando suo padre Vittorio nel film Pane, amore e..., fa il maresciallo mentre Boldi, che imita Totò, fa il delinquente.[114]

### Opere ispirate al film
- Il film La legge è legge (1958) è in qualche modo una "riedizione corretta, più moderna e più leggera"[115] di Guardie e ladri, dove Totò si ritrova nuovamente nella parte del ladruncolo. Commedia giudicata come una "timida rimasticatura in salsa francese di Guardie e ladri"[116] e "una sorta di Guardie e ladri con complicazioni burocratiche."[117]
- Il film per la televisione Un Natale con i fiocchi (2012) è ispirato a Guardie e ladri.[118][119][120]

### Parodie
- Nel 1969 è uscita una sorta di farsa parodia della pellicola, con protagonisti Franco e Ciccio, intitolata, appunto, Franco e Ciccio... ladro e guardia.[121]

## Remake
Nel 1997 il cinema russo ha realizzato un remake del film, dal titolo omonimo (Полицейские и воры in russo), "una rivisitazione della pellicola italiana in chiave anti-americana". La prima proiezione è avvenuta nel cinema Pushkin di Mosca. Il film, ambientato nella regione di Novgorod nel profondo nord della Russia, è stato prodotto dalla Etalon Film, girato negli studi della Mosfil'm, diretto dal regista Nikolai Dostal ed interpretato da Gennady Khazanov e Vyacheslav Nevinny, nei rispettivi ruoli di ladro e guardia. Ricevette due nomination ai premi Nika nel 1998, uno per il miglior attore protagonista (Vyacheslav Nevinny) e uno per il miglior attore non protagonista (Vladimir Zeldin, che interpretava il padre del ladro). Incassò in Russia l'equivalente somma di 35.000 dollari.

## Retrospettive
Guardie e ladri è stato riproposto più volte in varie situazioni: nel 1972, in occasione del quinto anniversario della morte di Totò, il film venne proiettato al Palazzo Chiablese insieme ad altre tre pellicole dell'attore. Nel 2010 è stato presentato nella sezione retrospettiva "La situazione comica (1937-1988)" della 67ª Mostra internazionale d'arte cinematografica di Venezia. Nel gennaio 2011 la Cineteca di Bologna rese omaggio a Monicelli, proiettando nel cinema Lumière sette dei suoi lavori, tra cui Guardie e ladri. Il film venne inoltre presentato nelle varie retrospettive dedicate al regista: organizzate dal Circolo del Cinema di Adria, dal Museo Nazionale del Cinema di Torino e dalla casa delle Culture di Cosenza. Fu proiettato anche nel cinema Orokmozgò di Budapest.